# Arkys roosdorpi
Arkys roosdorpi là một loài nhện trong họ Araneidae.
Loài này thuộc chi Arkys. Arkys roosdorpi được Pater Chrysanthus miêu tả năm 1971.